# Model de blocs

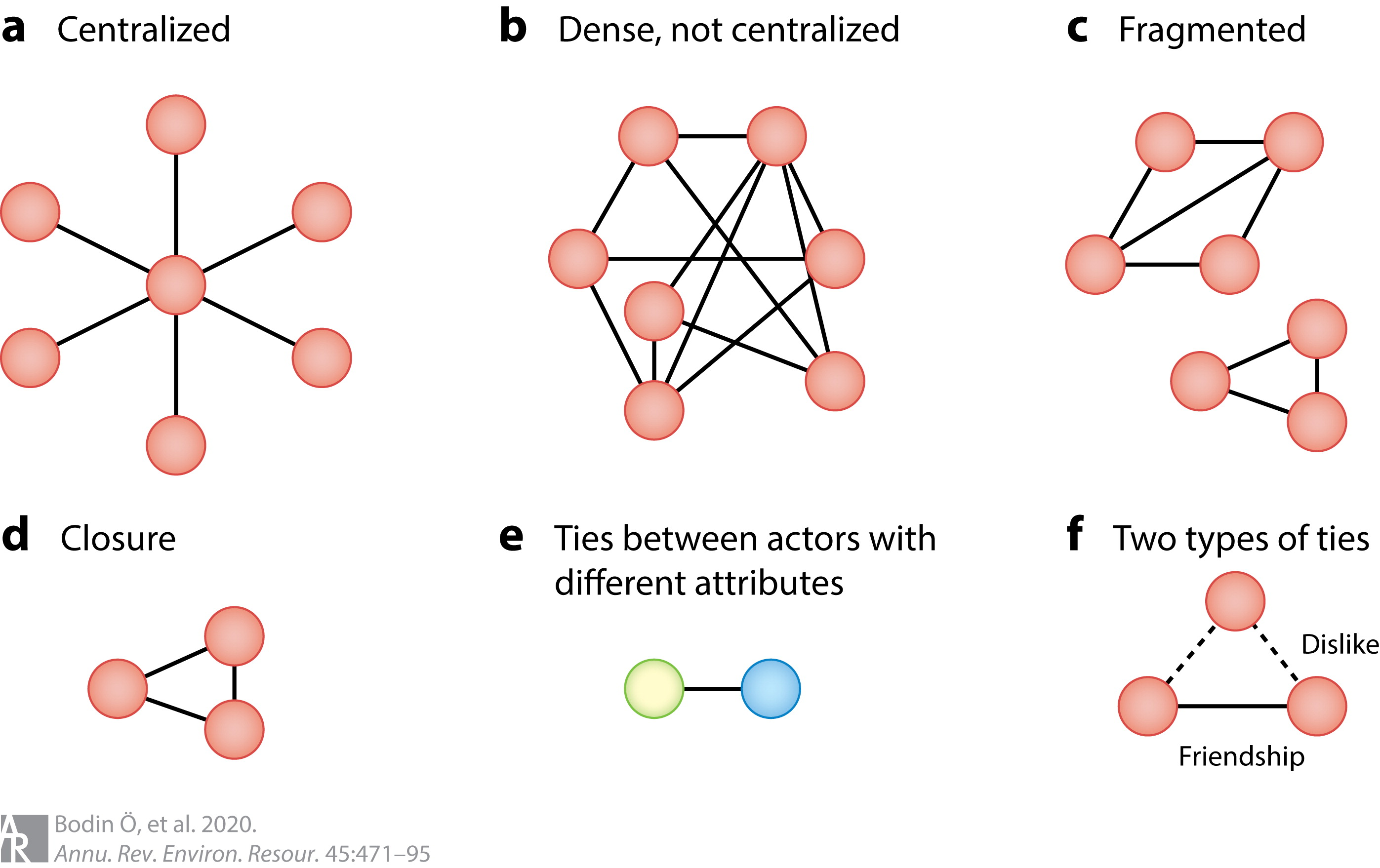
Diferents característiques de les xarxes socials. A, B i C mostren una centralitat i densitat variables de xarxes; El panel D mostra el tancament de la xarxa, és a dir, quan dos actors, lligats a un tercer actor comú, també tendeixen a formar un vincle directe entre ells. El panell E representa dos actors amb atributs diferents (per exemple, afiliació organitzativa, creences, gènere, educació) que tendeixen a formar vincles. El panell F consta de dos tipus de llaços: l'amistat (línia continua) i l'antipatia (línia discontínua). En aquest cas, dos actors que són amics no els agrada un terç comú (o, de la mateixa manera, dos actors que no els agrada un terç comú solen ser amics).

El model de blocs és un conjunt o un marc coherent, que s'utilitza per analitzar l'estructura social i també per establir procediments per a la partició (agrupament) d'unitats de xarxes socials (nodes, vèrtexs, actors), basats en patrons específics, que formen un estructura distintiva mitjançant la interconnectivitat. S'utilitza principalment en estadístiques, aprenentatge automàtic i ciència de xarxes.
Com a procediment empíric, el modelatge de blocs suposa que totes les unitats d'una xarxa específica es poden agrupar fins al punt que siguin equivalents. Pel que fa a l'equivalència, pot ser estructural, regular o generalitzada. Mitjançant el model de blocs, es pot analitzar una xarxa mitjançant models de blocs de nova creació, que transforma una xarxa gran i complexa en una de més petita i comprensible. Al mateix temps, el model de blocs s'utilitza per operacionalitzar els rols socials.
Si bé alguns afirmen que el model de blocs és només mètodes d'agrupació, Bonacich i McConaghy afirmen que "és un enfocament algebraic i fonamentat teòricament per a l'anàlisi de l'estructura de les relacions". L'habilitat única de Blockmodeling rau en el fet que considera l'estructura no només com un conjunt de relacions directes, sinó que també té en compte totes les altres possibles relacions compostes que es basen en les directes.
Els principis del model de blocs van ser introduïts per primera vegada per Francois Lorrain i Harrison C. White el 1971. El model de blocs es considera "un conjunt important d'eines analítiques de xarxa", ja que tracta de la delimitació de les estructures de rol (els llocs ben definits en les estructures socials, també coneguts com a posicions) i el discerniment de l'estructura fonamental de les xarxes socials. Segons Batagelj, "l'objectiu principal del model de blocs és reduir una xarxa gran i potencialment incoherent a una estructura comprensible més petita que es pugui interpretar més fàcilment". El model de blocs es va utilitzar al principi per a l'anàlisi en sociometria i psicometria, però ara s'ha estès també a altres ciències.
El blockmodeling es realitza amb programes informàtics especialitzats, dedicats a l'anàlisi de xarxes o en particular al blockmodeling, com:
- Pajek (Vladimir Batagelj i Andrej Mrvar)[9]
- R–package Blockmodeling (Aleš Žiberna)[10][11][12]
- StOCNET i BLOCS (Tom Snijders)[13]
- CONCOR[14]
- Model i Model2 (Vladimir Batagelj)[9]